# Quận Clay, Georgia
Quận Clay là một quận trong tiểu bang Georgia, Hoa Kỳ. Quận lỵ đóng ở thành phố Fort Gaines 6. Theo điều tra dân số năm 2000 của Cục điều tra dân số Hoa Kỳ, quận có dân số 3357 người 2. Năm 2007, quận có dân số ước khoảng 3207 người. 
Quận được đặt tên theo Henry Clay, một chính khách Mỹ, thượng nghị sĩ Thượng viện Hoa Kỳ.

## Thông tin nhân khẩu
Theo điều tra dân số 2 năm 2000, quận đã có dân số 3.357 người, 1.347 hộ gia đình, và 928 gia đình sống trong quận. Mật độ dân số là 17 người cho mỗi dặm vuông (7/km ²). Có 1.925 đơn vị nhà ở với mật độ trung bình là 10 cho mỗi dặm vuông (4/km ²). Cơ cấu chủng tộc của quận gồm 60,47% da đen hay Mỹ gốc Phi, 38,43% người da trắng, 0,12% người Mỹ bản xứ, 0,27% người châu Á, 0,06% người đảo Thái Bình Dương, và 0,66% từ hai hoặc nhiều chủng tộc. 0,95% dân số là người Hispanic hay Latino thuộc chủng tộc nào.
Có 1.347 hộ, trong đó 25,70% có trẻ em dưới 18 tuổi sống chung với họ, 40,70% là các cặp vợ chồng sống với nhau, 23,40% có chủ hộ là nữ không có mặt chồng, và 31,10% là không lập gia đình. 27,80% của tất cả các hộ gia đình đã được tạo thành từ các cá nhân và 13,20% có người sống một mình 65 tuổi trở lên đã được người. Bình quân mỗi hộ là 2,45 và cỡ gia đình trung bình là 2,99.
Trong quận này độ tuổi dân số trải ra với 25,70% ở độ tuổi dưới 18, 8,00% 18-24, 21,00% 25-44, 25,70% 45-64, và 19,50% 65 tuổi trở lên. Tuổi trung bình là 42 năm. Cứ mỗi 100 nữ có 83,30 nam giới. Cứ mỗi 100 nữ 18 tuổi trở lên, đã có 78,50 nam giới.
Thu nhập trung bình cho một hộ gia đình trong quận đã được $ 21.448, và thu nhập trung bình cho một gia đình là $ 27.837. Nam giới có thu nhập trung bình $ 26.557 so với 17.083 $ cho phái nữ. Thu nhập bình quân đầu người đạt 16.819 đô la Mỹ. Giới 28,10% gia đình và 31,30% dân số sống dưới mức nghèo khổ, trong đó có 43,40% những người dưới 18 tuổi và 23,90% có độ tuổi từ 65 trở lên.